# Ducado de Trujillo

Escudo de la ciudad de Trujillo.

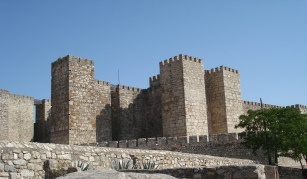
Castillo de Trujillo.

El Ducado de Trujillo es un título nobiliario español, creado alrededor del año 1446,( se desconoce fecha exacta), por el rey Juan II de Castilla, para su valido Álvaro de Luna, Condestable de Castilla, Maestre de Santiago, I conde de San Esteban de Gormaz, (otorgado en 1423).
Su denominación hace referencia a la localidad de Trujillo, (Cáceres).

## Antecedentes
Álvaro de Luna era hijo de Álvaro Martínez de Luna. Sirvió al rey Juan II de Castilla, quién le colmó de honores, haciéndole su valido y consejero. Le otorgó el marquesado de Villena , el condado de San Esteban de Gormaz, el condado de Alburquerque, y le nombró señor del Castillo de Trujillo, con título de duque de Trujillo.
Al caer en desgracia ante el rey, este, le desposeyó de todos sus bienes, entregándoselos, principalmente a su rival, Juan Pacheco, a quién, además de darle el castillo de Trujillo, le nombró marqués de Villena.
Anteriormente había llevado el título de marqués de Villena, Alfonso de Aragón el Viejo, a quién se le había concedido en 1369, y anulado después en 1391.
A pesar de haberse ostentado anteriormente, en dos ocasiones el marquesado de Villena, es a Juan Pacheco, a quién se le considera I marqués de Villena, ya que este es el marquesado de Villena vigente, título que ha sido trasmitido a sus descendientes.
El título de duque de Trujillo, nunca más se volvió a conceder, por lo que actualmente es solo un título histórico.

## Duques de Trujillo
|                                 | Titular                         | Periodo                         |
| Creación por Juan I de Castilla | Creación por Juan I de Castilla | Creación por Juan I de Castilla |
| ------------------------------- | ------------------------------- | ------------------------------- |
| I                               | Álvaro de Luna                  | ¿1446?-1453                     |
| único titular                   | Revirtió a la Corona            |                                 |

## Historia de los duques de Trujillo
- Álvaro de Luna , († en 1453), I duque de Trujillo, marqués de Villena, Condestable de Castilla, Maestre de Santiago, I conde de San Esteban de Gormaz.

1. Casó con Juana Pimentel, hija de Rodrigo Alonso Pimentel, II conde de Benavente.

## Descendientes
1. María de Luna, que no llegó a heredar ninguno de los títulos de su padre. Casó con Íñigo López de Mendoza y Luna, II duque del Infantado.
2. Juan de Luna, que fue II conde de San Esteban de Gormaz